# Circuito Interior
El Circuito Interior es una vía de circunvalación de la Ciudad de México. Se construyó en 1961 como una vía rápida con pasos a desnivel y puentes, que rodea el primer cuadro de la capital mexicana, de manera similar al Anillo Periférico que rodea a la mayor parte de la Ciudad comprendida dentro de la entidad federativa "Ciudad de México". Recibió el apelativo de Bicentenario tras una remodelación integral realizada en el 2010, sin embargo, es más comúnmente conocido como Circuito Interior.

## Origen
El circuito se realizó a partir de las reformas urbanísticas emprendidas por el entonces regente de la ciudad, Ernesto P. Uruchurtu. La primera etapa de su construcción que constaba de 8 kilómetros de La Raza al Aeropuerto fue completada en 1961. En 1974 iniciaron las obras del circuito hacia el sur/poniente, lo que según informes de la época resolvió 50% de intersecciones conflictivas, apoyado por las radiales San Joaquín y Parque Vía, así como la construcción de los distribuidores Tacuba, Los Hongos y Chapultepec. En su parte oriente y poniente fue concluido en 1976. Gran parte de su trazo tomó el cauce de los ríos entubados Consulado y posteriormente Churubusco y de la Piedad, los cuales contaban con asentamientos irregulares en sus márgenes.
En 2014 se inició la última fase de expansión del Circuito, que incluyó la construcción de dos puentes vehiculares para suprimir los cruces con semáforos en Eje 4 Sur y Avenida Canal de Tezontle. Además, se edificó un túnel de 1.5 km para eliminar el cruce con semáforo en Avenida Insurgentes. Esta obra significó que ahora es posible transitar desde Avenida Río Mixcoac hasta el Aeropuerto Internacional de la Ciudad de México sin encontrarse con ningún semáforo.

## Nombres
A lo largo de su recorrido, el circuito tiene distintos nombres:
- Av. Río Consulado [Desde el Aeropuerto Internacional de la Ciudad de México (Benito Juárez García) en la Av. Puerto México hasta Av. Insurgentes Norte]
- Av. Paseo de las Jacarandas [Desde Av. Insurgentes Norte hasta Calz. De los Gallos / Av. Ricardo Flores Magón]
- Av. Instituto Técnico Industrial [Desde Calz. De los Gallos / Av. Ricardo Flores Magón hasta Calz. México-Tacuba / Av. Ribera de San Cosme]
- Calz. Melchor Ocampo [Desde Calz. México-Tacuba / Av. Ribera de San Cosme hasta Paseo de la Reforma]
- Av. Mtro. José Vasconcelos [Desde Paseo de la Reforma hasta Av. Jalisco / Ejes 3 y 4 Sur (Gob. Vicente Eguía / Av. Benjamín Franklin)]
- Av. Revolución (Norte - Sur) [Desde Av. Jalisco / Ejes 3 y 4 Sur (Gob. Vicente Eguía / Av. Benjamín Franklin) hasta Av. Molinos]
- Av. Patriotismo (Sur - Norte) [Desde Av. Molinos hasta Ejes 3 y 4 Sur (Av. Benjamín Franklin)]
- Av. Diag. Patriotismo (Sur - Norte) [Desde Ejes 3 y 4 Sur (Av. Benjamín Franklin) hasta Francisco Márquez (Se conecta al Circuito Interior (Av. Mtro. José Vasconcelos)]
- Av. Río Mixcoac [Desde Av. Molinos hasta Ejes 2 y 3 Poniente (Av. Coyoacán)]
- Av. Río Churubusco [Desde Ejes 2 y 3 Poniente (Av. Coyoacán) hasta Viaducto (Av. Río de la Piedad)]
- Av. Jesús Galindo y Villa [Desde Viaducto (Av. Río de la Piedad) hasta el cruce con Eje 1 Sur (Av. Fray Servando Teresa de Mier)]
- Blvd. Puerto Aéreo [Desde Eje 1 Sur (Av. Fray Servando Teresa de Mier) hasta el Aeropuerto Internacional de la Ciudad de México (Benito Juárez García) en la Av. Puerto México]

## Recorrido
Al ser un anillo de circunvalación, el Circuito Interior no tiene un punto de inicio y fin, sin embargo, tomando como punto de referencia su extremo sor-poniente y siguiendo un recorrido conforme a las manecillas del reloj, el Circuito Interior se puede dividir en cuatro tramos:
| Tramo    | Denominaciones | Vías Primarias que Atraviesa |
| -------- | --- | --- |
| Norte    | Paseo de las Jacarandas Avenida Río Consulado | Avenida Jardín Avenida Insurgentes Norte Calzada de los Misterios Calzada de Guadalupe Eje 1 Poniente Eje 2 Poniente Eje 3 Poniente Avenida Canal del Desagüe Avenida 535 |
| Oriente  | Boulevard Puerto Aéreo Avenida Jesús Galindo y Villa Avenida Río Churubusco                                                                         | Avenida Oceanía Avenida Capitán Carlos León Eje 1 Norte Calzada Ignacio Zaragoza Eje 1 Sur Viaducto Río de la Piedad Eje 3 Sur Eje 4 Sur Avenida Canal de Tezontle Eje 5 Sur Eje 6 Sur |
| Sur      | Avenida Río Churubusco Avenida Río Mixcoac | Eje 3 Oriente Eje 2 Oriente Eje 7 Sur Eje 1 Oriente Eje 8 Sur Avenida Canal de Miramontes Avenida Plutarco Elías Calles Calzada de Tlalpan Eje Central Avenida División del Norte Eje 1 Poniente Avenida Universidad Avenida Barranca del Muerto Avenida Insurgentes                                                     |
| Poniente | Avenida Patriotismo (Sentido Norte) Avenida Revolución (Sentido Sur) Avenida Melchor Ocampo (ambos sentidos) Avenida Río Consulado (ambos sentidos) | Eje 7 Sur Eje 6 Sur Eje 5 Sur Viaducto Río Becerra Calle 10 Avenida Jalisco Viaducto Miguel Alemán Eje 4 Sur Avenida Alfonso Reyes Eje 2 Sur Avenida Constituyentes Avenida Chapultepec Paseo de la Reforma Eje 3 Poniente Avenida Gutenberg Avenida Marina Nacional Avenida Ribera de San Cosme Eje 1 Norte Eje 2 Norte |

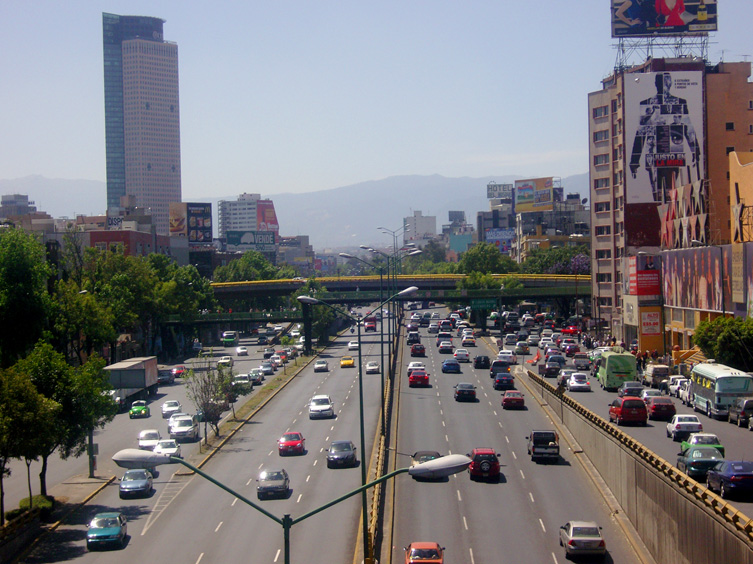
Circuito Interior Calzada Melchor Ocampo a la altura de la colonia Anzures.

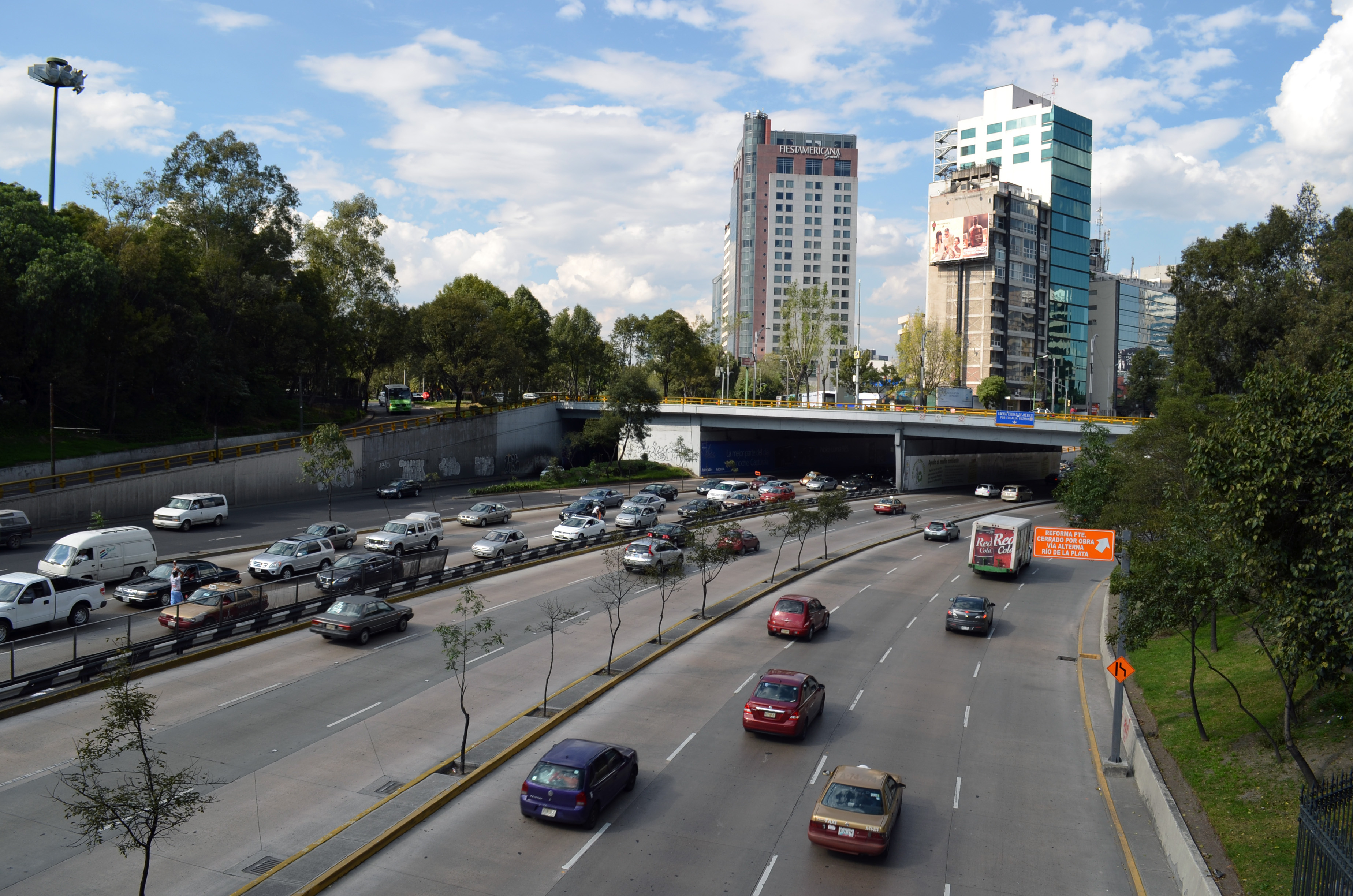
Circuito Interior Bicentenario a la altura de Chapultepec.

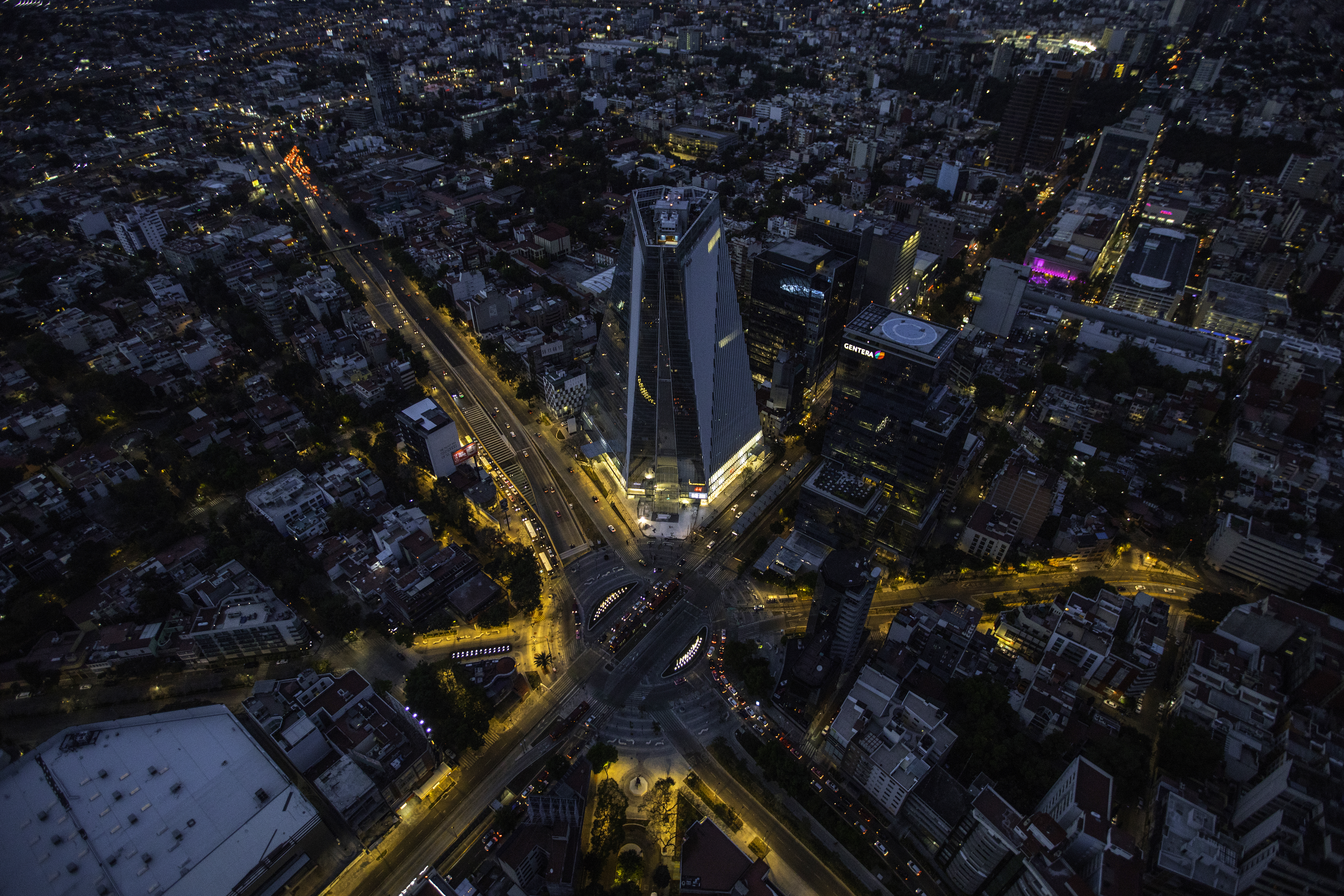
Vista aérea del Distribuidor Mixcoac, cruce de Circuito Interior e Insurgentes.

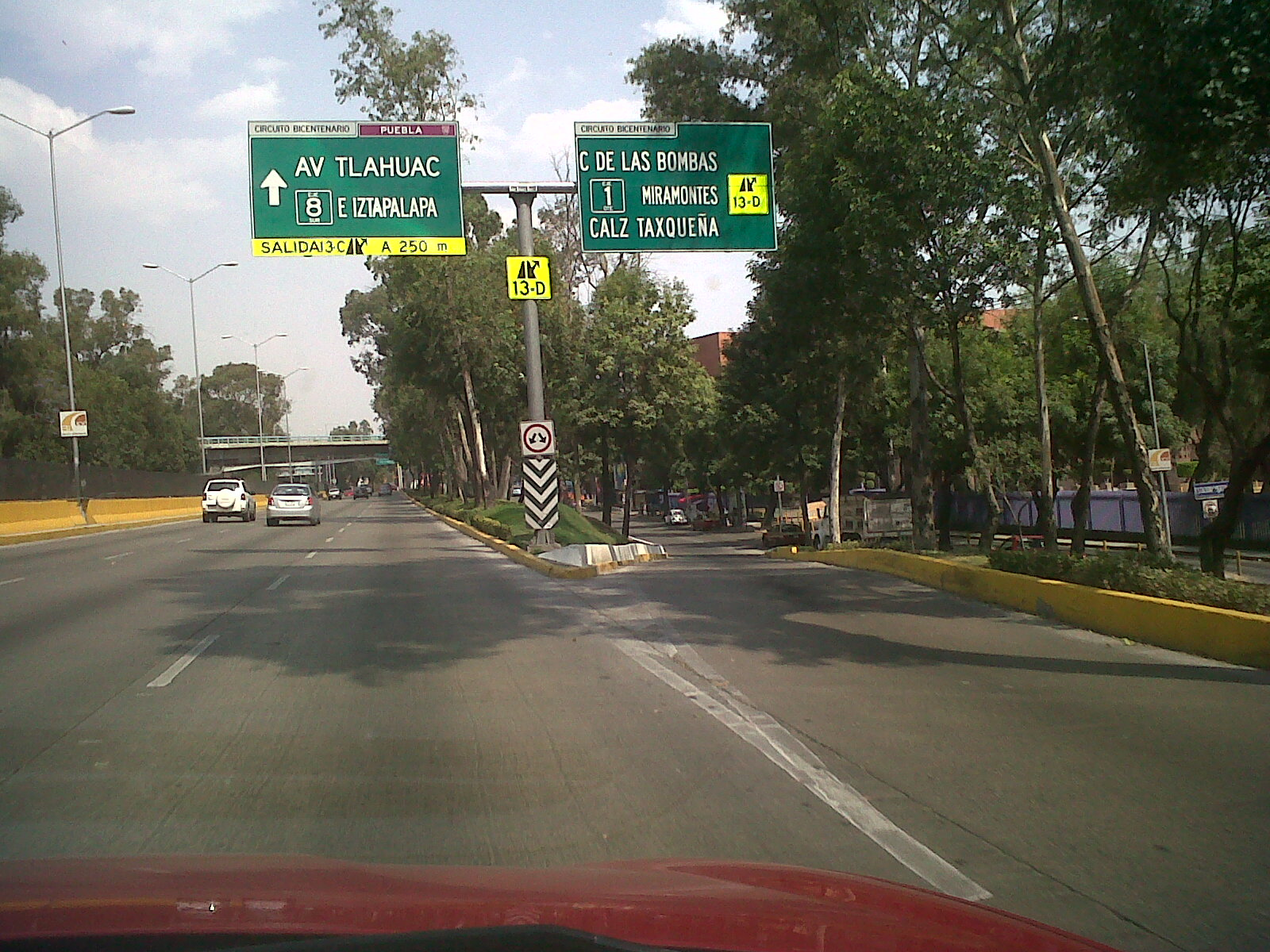
Circuito Interior Bicentenario Avenida Río Churubusco a la altura de Centro Nacional de las Artes, alcaldía Coyoacán.